# KK JAM
KK JAM（ケーケージャム）は、窪田宏（キーボード　エレクトーン）、石川雅春（ドラム）、勝田一樹（サックス）からなるフュージョンバンドである。HIYO RECORDS所属。
メンバーにベースがいないため、窪田がペダル鍵盤を使って足でベースラインを演奏するのが特徴。

## ディスコグラフィ

### アルバム
- KK JAM (2006年8月23日 XQBD-1002)
- KK JAMII (2008年9月17日 XQBD-1006)